# Tareste (Hiiumaa)
Koordinaten: 59° 1′ N, 22° 41′ O
Tareste ist ein Dorf (estnisch küla) in der Landgemeinde Hiiumaa (bis 2017: Landgemeinde Pühalepa). Es liegt auf der zweitgrößten estnischen Insel Hiiumaa (deutsch Dagö).

## Beschreibung und Geschichte
Tareste (deutsch Tarrist) hat 23 Einwohner (Stand 31. Dezember 2011). Das Dorf wurde erstmals 1565 unter dem Namen Tharis urkundlich erwähnt.
Der Ort liegt drei Kilometer nordwestlich der Inselhauptstadt Kärdla, direkt an der Ostsee-Bucht Tareste laht.
Durch das Dorf fließt der Bach Tareste oja.